# Oiva Kallio

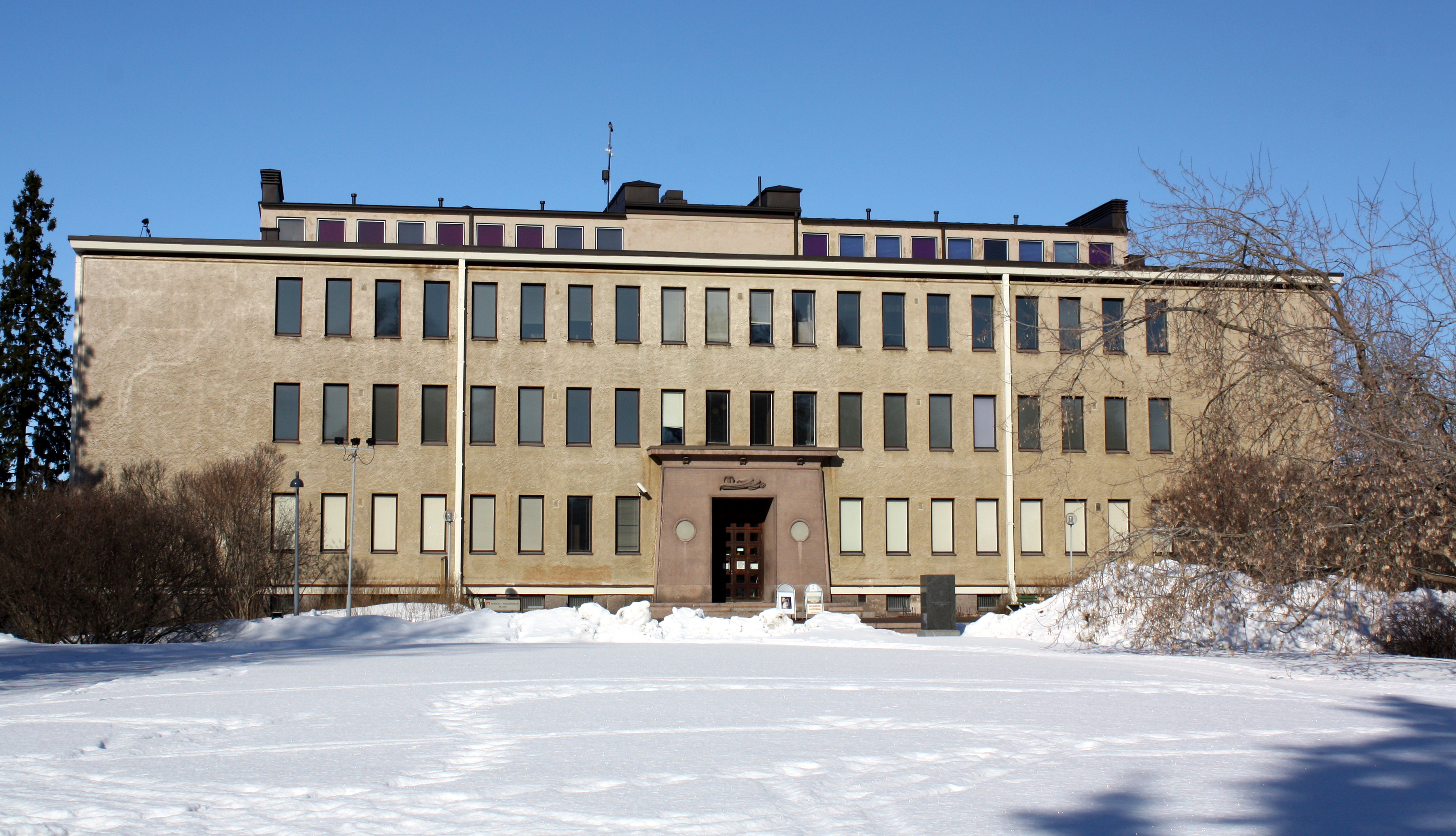
Norra Österbottens museum i Uleåborg.

Oiva Sankari Kallio, född 23 juli 1884 i Nedervetil, död 13 augusti 1964 i  Helsingfors, var en finländsk arkitekt. Han var bror till Kauno Kallio. 
Kallio utexaminerades 1908 från Tekniska högskolan i Helsingfors. Av hans egna verk kan nämnas centrumplanen för Helsingfors (1927), Norra Österbottens museum i Uleåborg (1931), Uleåborgs bibliotek, restaureringen av Uleåborgs domkyrka, Nykarleby sjukhus (1909) samt bostadshusen Östra Brunnsparken 3 och 4 i Helsingfors (1939). Han utförde en ett stort antal verk tillsammans med brodern. Han var ordförande för Finlands Arkitektförbund 1927–1928.